# Satureja hortensis
Espèce
Synonymes
- Clinopodium hortense (L.) Kuntze[1]
- Clinopodium pachyphyllum (K.Koch) Kuntze[1]
- Satureja altaica Boriss.[1]
- Satureja brachiata Stokes[1]
- Satureja filicaulis Schott ex Boiss.[1]
- Satureja hortensis var. distans K.Koch[1]
- Satureja laxiflora subsp. zuvandica (D.A.Kapan.) D.A.Kapan.[1]
- Satureja officinarum Crantz[1]
- Satureja pachyphylla K.Koch[1]
- Satureja viminea Burm.f.[1]
- Satureja zuvandica D.A.Kapan.[1]
- Thymus cunila E.H.L.Krause[1]

Satureja hortensis, sariette d'été ou encore Sarriette commune, est une espèce de plantes à fleurs de la famille des Lamiacées. C'est une plante herbacée originaire du sud de l'Europe et d'Asie.
Cette herbe a des fleurs tubulaires lilas qui fleurissent dans l'hémisphère nord de juillet à septembre. Elle atteint environ 30 à 60 cm de hauteur et possède des feuilles très fines, vert bronze.
La plante est appelée Bohnenkraut en allemand, bonenkruid en néerlandais, sarriette en français, santoreggia en italien, segurelha en portugais, ajedrea en espagnol, θρούμπι (throúbi) en grec, cząber en polonais, чубрица (chubritsa) en bulgare, cimbru en roumain, borsikafű en hongrois, чубар (čubar) en serbe, чабер (chaber) en ukrainien et жамбил (jambil) en ouzbek.
La sarriette d'été est produite à partir de graines cultivées dans un sol riche et léger. La germination des graines est très lente.
Les semis du début du printemps sont souvent étêtés pour être utilisés en juin. Lorsque les plantes sont en fleur, elles peuvent être arrachées et séchées pour être utilisées en hiver. 

## Liste des variétés
Selon Tropicos (3 août 2017) :
- variété Satureja hortensis var. grandiflora Boiss.

## Usage culinaire
La sarriette d'été est une herbe traditionnelle populaire au Canada atlantique, où elle est utilisée de la même manière que la sauge ailleurs. Elle est le principal arôme de la vinaigrette de nombreuses volailles, mélangée à du porc haché et à d'autres ingrédients de base pour créer une épaisse vinaigrette de viande appelée crétonnade, qui peut être consommée avec la dinde, l'oie et le canard. Elle est également utilisée pour la préparation de ragoûts, comme le fricot, et dans les pâtés de viande. Elle est généralement disponible toute l'année dans les épiceries locales sous forme séchée et est utilisée dans des proportions variables, parfois ajoutée aux recettes en grandes cuillerées généreuses (comme dans la cretonnade), et parfois de manière plus subtile (comme dans les haricots, pour lesquels la sarriette a une affinité naturelle). La sarriette d'été est un ingrédient caractéristique des herbes de Provence. Elle est aussi largement utilisée comme assaisonnement pour les grillades et les barbecues, ainsi que dans les ragoûts et les sauces.
La sarriette d'été est préférée à la sarriette d'hiver pour la fabrication de saucisses en raison de son arôme plus doux et plus délicat. Elle joue un rôle important dans la cuisine bulgare, en apportant une saveur forte à une variété de plats. Au lieu de sel et de poivre, une table bulgare aura trois condiments : le sel, le poivron rouge et la sarriette d'été. Lorsqu'ils sont mélangés, on les appelle sharena sol (шарена сол : sel coloré).
La sarriette d'été est utilisée dans la cuisine roumaine, notamment dans le sarmale (rouleaux de choux farcis ou de feuilles de vigne) et dans les mititei (rouleaux de viande hachée grillés).